# Karol Sloboda
Karol Sloboda (* 16. Mai 1983 in Bratislava, Tschechoslowakei) ist ein slowakischer Eishockeyspieler, der zuletzt bis 2021 für die Bratislava Capitals in der Österreichischen Eishockey-Liga gespielt hat. Mit der slowakischen Nationalmannschaft nahm er an der Weltmeisterschaft 2014 teil. Zudem wurde er slowakischer und tschechischer Meister.

## Karriere
Karol Sloboda begann seine Karriere 1995 bei den Junioren des HC Slovan Bratislava in seiner Heimatstadt. Nach einem Jahr beim HK Dukla Trenčín in der Extraliga wechselte er nach Kanada in die Ontario Hockey League zu den Ottawa 67’s, die ihn beim CHL Import Draft 2001 in der ersten Runde als insgesamt 41. Akteur ausgewählt hatten. Dort wurde er 2002 in das Second All-Rookie-Team der Liga berufen.
2003 kehrte er nach Europa zurück und spielte fortan – mit Ausnahme der Spielzeit 2014/15, die er beim HK Lada Toljatti in Russland verachte – in Tschechien und der Slowakei. Dabei wurde er 2005 (mit Slovan Bratislava) und 2019 (mit dem HC 05 Banská Bystrica) slowakischer und 2008 mit dem HC Slavia Prag tschechischer Meister. 2019 wechselte er zu den Bratislava Capitals, mit denen er zuletzt bis 2021 in der Österreichischen Eishockey-Liga gespielt hat.

### International
Karol Slobodas erstes großes internationales Turnier war die U18-Weltmeisterschaft 2000, bei der er mit den slowakischen Junioren den fünften Platz belegte. Auch 2001 spielte er für die U18-Auswahl. Für die slowakische U20-Nationalmannschaft nahm er an den Junioren-Weltmeisterschaften 2002 und 2003 teil.
Seine einzige Herren-Weltmeisterschaft absolvierte er 2014, als er mit dem slowakischen Nationalteam den neunten Platz belegte.

## Erfolge und Auszeichnungen
- 2002 Second All-Rookie-Team der Ontario Hockey League
- 2005 Slowakischer Meister mit dem HC Slovan Bratislava
- 2008 Tschechischer Meister mit dem HC Slavia Prag
- 2015 Slowakischer Meister mit dem HC 05 Banská Bystrica